# 배바깥빗근
배바깥빗근(abdominal external oblique muscle, 또는 external oblique muscle, exterior oblique), 또는 외복사근(外腹斜筋)은 앞가쪽 배의 3개의 평평한 복근 중 가장 크고 가장 바깥쪽에 있는 근육이다.

## 구조
배바깥빗근은 배의 앞가쪽 부분에 위치한다. 넓고 가늘며 불규칙한 모양의 사각형 근육이며 근육 부분이 측면을 차지하고 앞쪽은 널힘줄로 이루어져 있다. 대부분의 인간(특히 여성)에서는 피하 지방이 침착되어 있으며, 근육의 크기가 작아 빗선이 잘 보이지 않는다.
8개의 다육질 가락돌기(digitation)에서 일어나며, 각각의 돌기는 5~12번 갈비뼈(아래쪽 8개 갈비뼈)의 바깥면과 아래쪽 경계에서 나온다. 이 가락돌기들은 아래앞쪽으로 비스듬하게 주행한다. 위쪽의 가락돌기는 일어난 갈비뼈의 갈비연골에 가까운 곳에 붙고 가장 낮은 가락돌기는 마지막 갈비뼈 갈비연골의 꼭대기에, 중간 가락돌기는 갈비연골에서 약간 떨어져서 갈비뼈에 닿는다.
다섯 개의 위쪽 가락돌기는 위에서 아래로 가면서 크기가 커지고 각각 앞톱니근의 대응하는 돌기 사이로 들어간다. 세 개의 낮은 가락돌기는 위에서 아래로 가면서 크기가 줄어들고 넓은등근의 대응하는 돌기를 받는다. 갈비뼈에서 엉덩뼈능선까지의 뒤쪽 섬유가 뒤쪽 경계를 형성한다.
가장 아래쪽 갈비뼈에서 나온 가락돌기는 엉덩뼈능선 앞쪽 절반에 닿는다. 아래앞쪽을 향하는 중간과 위쪽의 섬유는 대략 빗장중간선에서 널힘줄이 되어 배곧은근집의 앞쪽 층을 형성한다. 이 널힘줄은 백색선에서 교차하는 배바깥빗근 양쪽에서 온 섬유로 형성된다.
배바깥빗근널힘줄은 고샅인대를 형성한다. 또한 배바깥빗근은 샅굴 형성에도 기여한다.
배속빗근은 배바깥빗근 바로 깊은 곳에 위치한다.

### 신경 분포
배바깥빗근은 양쪽 여섯 개의 아래쪽 가슴배신경의 배쪽 가지와 갈비아래신경에 의해 지배된다.

### 혈액 공급
근육의 위쪽 부분은 아래쪽 갈비사이동맥에 의해 혈액을 받고, 아래쪽 부분은 깊은엉덩휘돌이동맥이나 엉덩허리동맥의 가지에 의해 혈액을 공급 받는다.

## 기능
배바깥빗근은 가슴을 아래쪽으로 당기고 배안(복강)을 압박하는 기능을 하여 발살바법처럼 복강내압을 증가시킨다. 또한 같은 쪽 측면으로는 굽힘을, 반대 쪽으로는 회전을 일으킨다. 배속빗근은 같은 쪽으로 회전한다는 점을 제외하고는 배바깥빗근과 유사하게 기능한다.

## 사회와 문화

### 좌상
배빗근의 좌상(oblique strain)은 특히 투수에게 흔한 야구 부상이다. 타자와 투수 모두 반대쪽 배바깥빗근이나 배속빗근에 부상을 입을 수 있다.

### 훈련
- 크런치
- 사이드 플랭크
- 윗몸 일으키기

## 추가 이미지

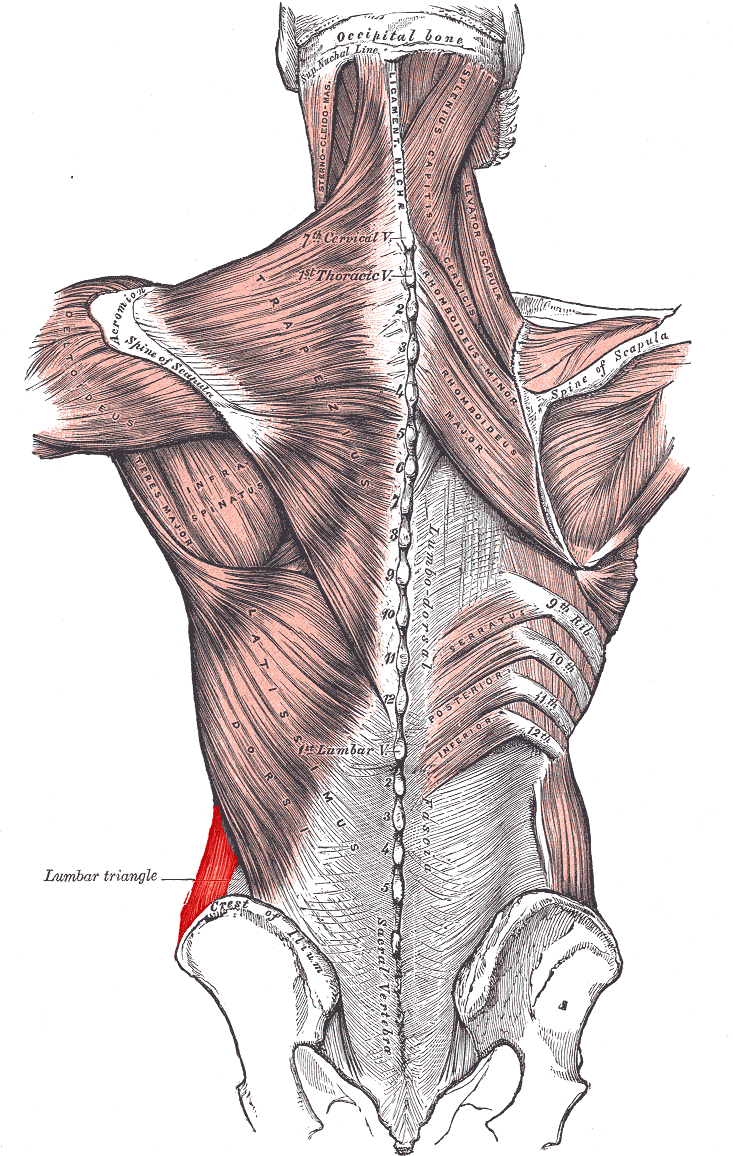
몸 뒤쪽 근육의 모습. 배바깥빗근의 뒤쪽 부분이 표시되어 있다.
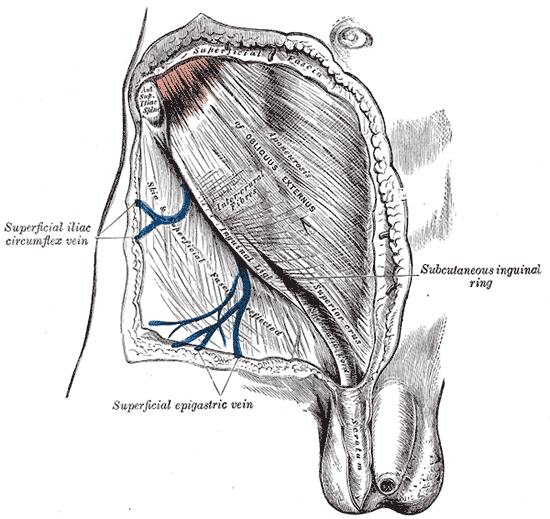
샅굴의 모습.
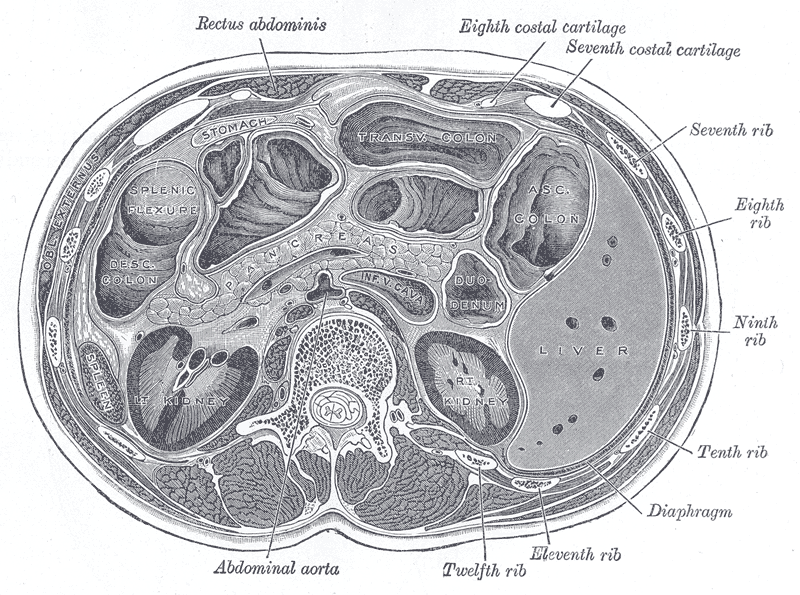
첫째 허리뼈 중앙을 기준으로 한 가로 단면.
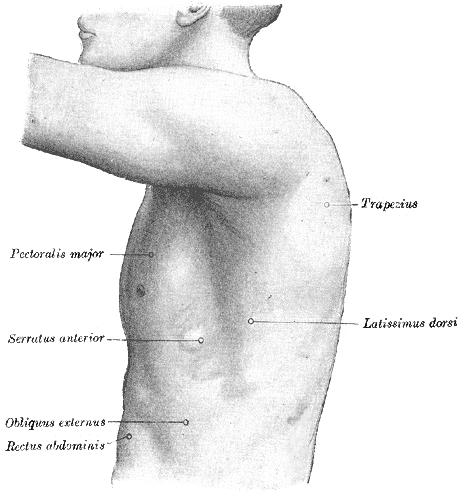
가슴을 왼쪽에서 본 그림.
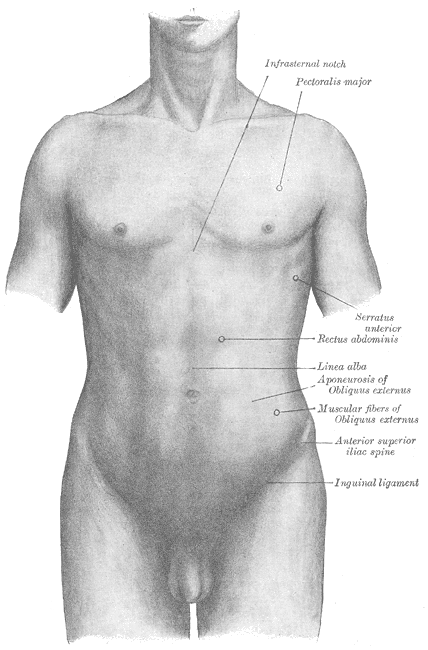
가슴과 배의 앞쪽의 표면해부학.
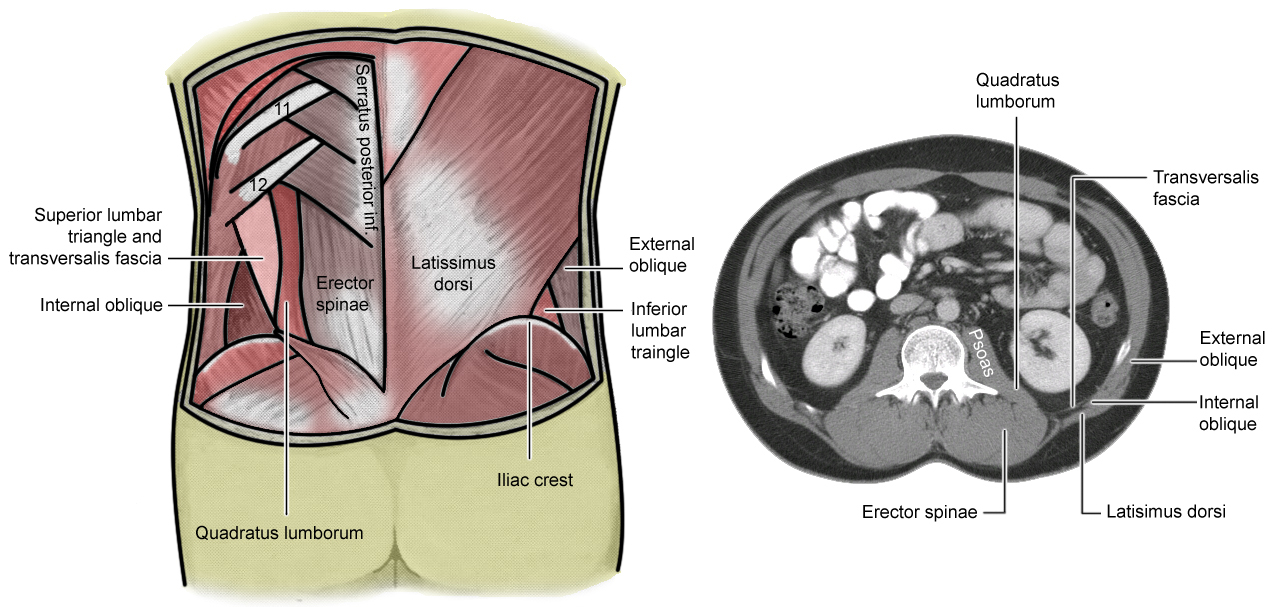
허리삼각.
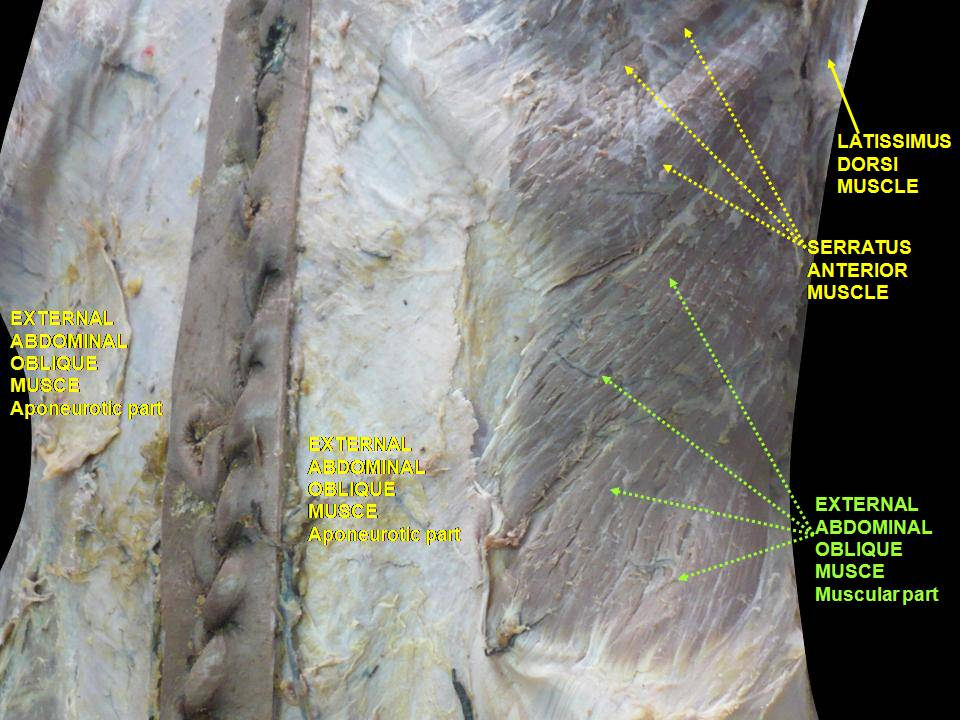
앞배벽 깊은 해부. 배바깥빗근이 표시되어 있다.

## 참고 문헌
이 문서는 현재 퍼블릭 도메인에 속하는 그레이 해부학 제20판(1918) page 409의 내용을 기초로 작성된 글이 포함되어 있습니다.
1. ↑  Leblanc, Eric; Frumovitz, Michael (2018년 1월 1일). 〈Chapter 8 - Surgical Staging for Treatment Planning〉.   Ramirez, Pedro T.; Frumovitz, Michael; Abu-Rustum, Nadeem R. 《Principles of Gynecologic Oncology Surgery》 (영어). Elsevier. 116–126쪽. ISBN 978-0-323-42878-1.
2. ↑  Conte, SA; Thompson, MM; Marks, MA; Dines, JS (March 2012). “Abdominal muscle strains in professional baseball: 1991-2010.”. 《The American Journal of Sports Medicine》 40 (3): 650–6. doi:10.1177/0363546511433030. PMID 22268233.